# Impression lenticulaire

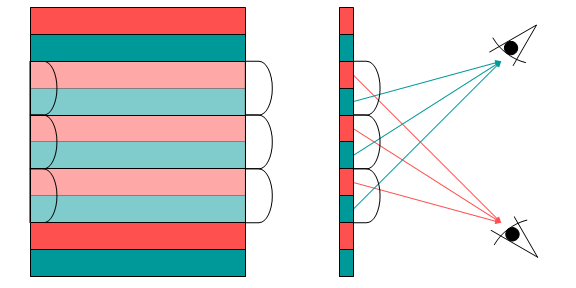
Principe de l'imagerie lenticulaire : suivant l'angle de vision on voit l'image rouge ou l'image verte.

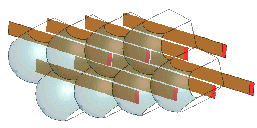
Le fonctionnement des réseaux lenticulaires à lentilles sphériques, qui permettent de voir plus d'images différentes. Le procédé est protégé par un brevet dans de nombreux pays.

 (février 2024).
Si vous disposez d'ouvrages ou d'articles de référence ou si vous connaissez des sites web de qualité traitant du thème abordé ici, merci de compléter l'article en donnant les références utiles à sa vérifiabilité et en les liant à la section « Notes et références ».
 (avril 2025).
La mise en forme du texte ne suit pas les recommandations de Wikipédia : il faut le « wikifier ».
Les points d'amélioration suivants sont les cas les plus fréquents. Le détail des points à revoir est peut-être précisé sur la page de discussion.
- Les titres sont pré-formatés par le logiciel. Ils ne sont ni en capitales, ni en gras.
- Le texte ne doit pas être écrit en capitales (les noms de famille non plus), ni en gras, ni en italique, ni en « petit »…
- Le gras n'est utilisé que pour surligner le titre de l'article dans l'introduction, une seule fois.
- L'italique est rarement utilisé : mots en langue étrangère, titres d'œuvres, noms de bateaux, etc.
- Les citations ne sont pas en italique mais en corps de texte normal. Elles sont entourées par des guillemets français : « et ».
- Les listes à puces sont à éviter, des paragraphes rédigés étant largement préférés. Les tableaux sont à réserver à la présentation de données structurées (résultats, etc.).
- Les appels de note de bas de page (petits chiffres en exposant, introduits par l'outil «  Source ») sont à placer entre la fin de phrase et le point final[comme ça].
- Les liens internes (vers d'autres articles de Wikipédia) sont à choisir avec parcimonie. Créez des liens vers des articles approfondissant le sujet. Les termes génériques sans rapport avec le sujet sont à éviter, ainsi que les répétitions de liens vers un même terme.
- Les liens externes sont à placer uniquement dans une section « Liens externes », à la fin de l'article. Ces liens sont à choisir avec parcimonie suivant les règles définies. Si un lien sert de source à l'article, son insertion dans le texte est à faire par les notes de bas de page.
- La présentation des références doit suivre les conventions bibliographiques. Il est recommandé d'utiliser les modèles {{Ouvrage}}, {{Chapitre}}, {{Article}}, {{Lien web}} et/ou {{Bibliographie}}. Le mode d'édition visuel peut mettre en forme automatiquement les références.
- Insérer une infobox (cadre d'informations à droite) n'est pas obligatoire pour parachever la mise en page.

Pour une aide détaillée, merci de consulter Aide:Wikification.
Si vous pensez que ces points ont été résolus, vous pouvez retirer ce bandeau et améliorer la mise en forme d'un autre article.
L'impression lenticulaire est un procédé permettant de produire des images qui donnent une impression de relief (3D) ou qui changent en fonction de l'angle de vision (flip). Ces effets sont obtenus en suivant plusieurs étapes clef de production : le choix de la feuille lenticulaire, l'image numérique, la sortie (films ou CTP), l'impression, le lenticulaire et la vidéo 3D.

## Étapes de la production

### Feuille lenticulaire
La feuille lenticulaire (aussi appelée « réseau lenticulaire ») est composée de lentilles cylindriques ou sphériques de mêmes caractéristiques optiques, les lenticules, qui ont la particularité d'avoir une longueur focale telle que la face arrière (la face lisse) de la feuille lenticulaire est confondue avec le plan focal des lentilles.
Les lentilles cylindriques sont parallèles entre elles tandis que les lentilles sphériques sont organisées en damier ou en nids d'abeille. Chaque lenticule grossit un pixel d'une image située sur la face lisse de la feuille lenticulaire, le pixel qui est situé dans l'alignement de l'œil et du centre optique de la lenticule. Elle prend alors la couleur de ce pixel. Les deux yeux d'un spectateur étant situés à des emplacements différents, ils sont situés dans des alignements différents par rapport à chaque lenticule, ce qui permet de donner une impression de relief, sauf dans le cas de lentilles cylindriques disposées horizontalement (parallèlement à l'axe qui va d'un œil à l'autre).
Avec des réseaux lenticulaires à lentilles cylindriques, on dispose les lentilles verticalement pour produire un effet 3D. Pour afficher des animations, on préfère souvent les disposer horizontalement pour éviter les artefacts venant au fait que les deux yeux du spectateur voient des images différentes, mais lorsqu'on souhaite que l'animation soit vue par un spectateur se déplaçant horizontalement, on les dispose verticalement en faisant attention à ce qu'il n'y ait pas trop d'effets 3D involontaires. Avec des réseaux lenticulaires à lentilles sphériques, on obtient une modification de l'image vue aussi bien pour un mouvement horizontal que pour un mouvement vertical du spectateur.  Dans tous les cas, l'image doit être parfaitement alignée avec les lentilles. La feuille lenticulaire est un substrat transparent et stable, avec une surface verso lisse qui permet d’appliquer l’image par l’impression directe (offset) ou bien par contre collage et ce en parfait alignement avec les lentilles. L’image doit être faite pour correspondre parfaitement avec la mesure des lentilles.

### Image numérique

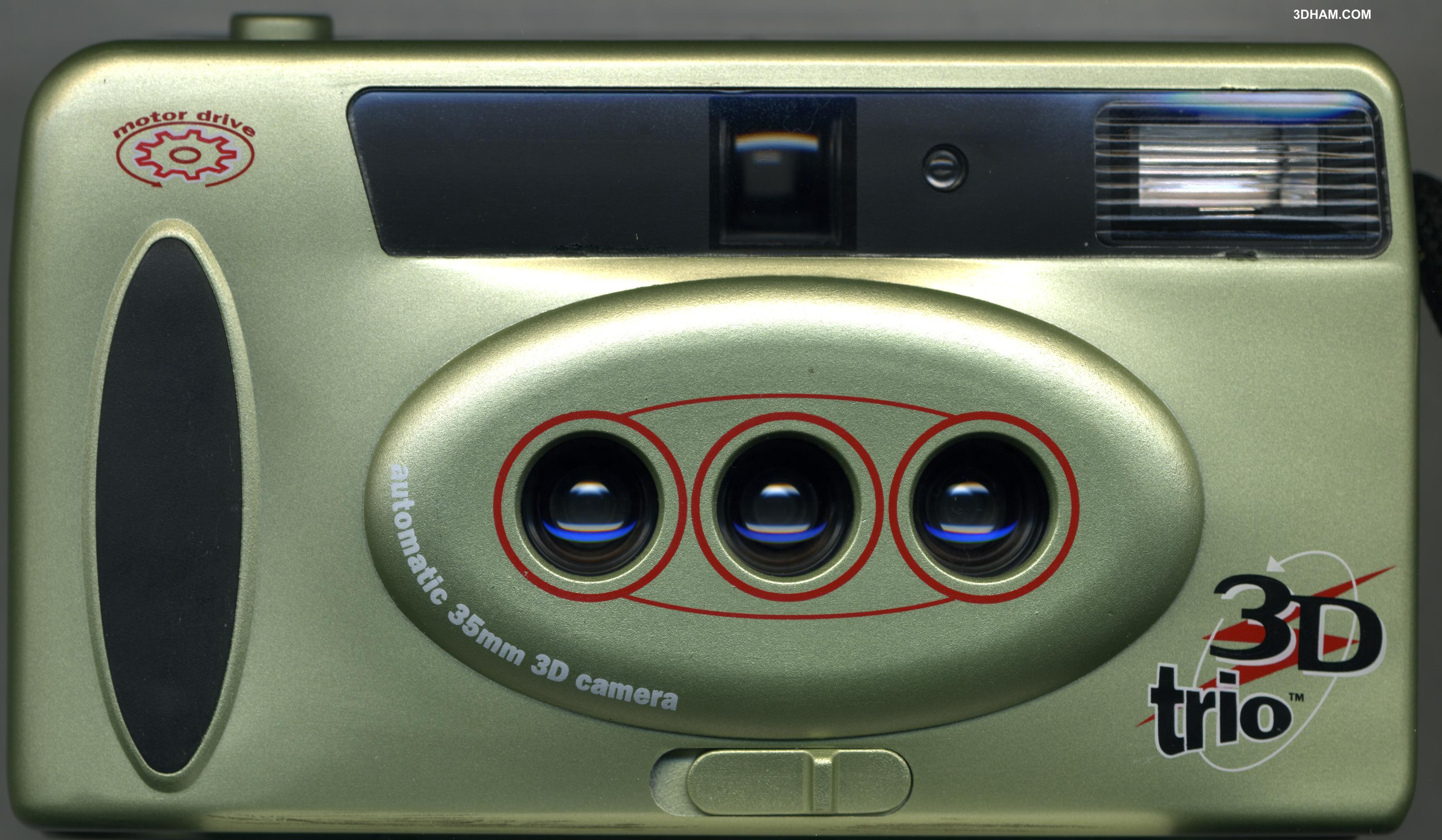
Appareil photo 3D.

#### Origine
Tout effet lenticulaire est composé d’au moins deux images de même taille. Par exemple un flip à 2 positions (clown qui rit, clown qui pleure) se compose de deux images qui ont exactement la même taille. Une animation peut comprendre plus d’images, tel une séquence vidéo ou des images séquentielles. Avec des réseaux lenticulaires à lentilles cylindriques, le nombre d'images vues successivement est égal à la largeur d'une lentille divisée par celle d'un pixel de l'image entrelacée. Les meilleurs imprimeurs, arrivant à une résolution de 4800 dpi (pixels par pouce), obtiennent donc 120 images visibles à travers un réseau lenticulaire à 40 lpi (40 lentilles par pouce). Avec des réseaux lenticulaires à lentilles sphériques, le nombre d'images est pratiquement doublé.
Une image en relief nécessite au moins deux images différentes, mais le relief est d'autant plus important que l'on multiplie le nombre d'images, celles-ci peuvent être photographiées en déplaçant l’appareil latéralement ou en utilisant un appareil à plusieurs objectifs. Un autre procédé consiste à créer à l'aide d'un logiciel des éléments en calques, qui sont ensuite déplacés de façon à obtenir un effet de parallaxe artificiel sur les images.

#### Entrelacement
L’ouvrage doit être divisé précisément par le nombre de lentilles utilisées par l’image finale. Les images d’origine seront découpées puis entrelacées, de telle façon que chaque bande d’image ait une fréquence correspondant à celle des lentilles. Par exemple, une image deux flip serait faite avec une moitié de toutes les lentilles contenant des informations de l'image 1, alors que l’autre moitié de ces lentilles contiendrait des informations de l'image 2.
Le processus d’entrelaçage des images originales en un fichier principal, qui correspondra précisément au « pitch » (taille des lenticules - nombre de lentilles par pouce/millimètres) des lentilles est fait par un programme spécialement conçu pour cette tâche. Il existe de nombreux programmes pour ceci (voir la page « softwares »).

#### Effets
- Relief ou 3D. L'effet 3D offre un effet de profondeur toujours surprenant. Les éléments du visuel sont positionnés sur plusieurs plans spatiaux de façon à créer l’illusion d’une troisième dimension. La perception de l’œil droit diffère de celle de l’œil gauche, ce qui permet au cerveau de recomposer une image tridimensionnelle.
- Animation. L'animation est une séquence d’images correspondant à la gamme complète de l'expression d’un mouvement ou de la transformation progressive d’objet en un autre (Morphing) ou de son grossissement et de sa réduction (Zooming) ou encore de 2 ou 3 images complètement différentes (Flip). L'animation propose un mouvement de l’image qui, selon le nombre de séquences, peut paraître continu. À partir d'images successives ou de séquences vidéo, on tente de reproduire la fluidité d’un film d’animation. De 15 à 400 images peuvent composer un visuel lenticulaire animé
- Changement visuel (flip). Lchangement visuel consiste en deux images ou plus qui s’interchangent selon l’angle de vision. Cet effet, le plus couramment utilisé, produit un impact immanquable.
  - Morphologie. La morphologie permet la transformation successive d’un élément visuel en un autre. Elle simule une métamorphose ou l’évolution du sujet.
  - Zoom.  L'effet zoom permet un rapprochement ou un éloignement d’un sujet par une suite de plans

successifs. C’est le moyen idéal d’attirer l’attention sur un produit, un personnage, un logo ou un message

### Sortie: films ou CTP
En impression lithographique (offset), l'image est imprimée directement sur la feuille lenticulaire. Ceci requiert d'utiliser des films ou plaques à la plus haute résolution possible. Pour fabriquer les 4 plaques correspondant aux 4 couleurs de base de la quadrichromie, soit en passant par l'étape des films « CTF » ou « Computer to Film », soit en envoyant directement le résultat du calcul aux plaques (« CTP » ou « Computer to Plate »), on utilise un logiciel de séparation des couleurs (RIP) qui est soit classique soit spécifique à l'impression lenticulaire. Dans le premier cas, la résolution permettant de calculer les images est égale à deux fois la linéature, et les imprimeurs utilisent donc généralement une linéature supérieure à 300 dpi, par exemple 400 dpi lorsque c'est possible. Les RIP spécialisés permettent de porter cette résolution à la résolution de flashage, qui est nettement supérieure, au minimum de 2400 DPI, mais qui peut atteindre des valeurs beaucoup plus élevées, par exemple pour l'impression de sécurité (billets de banque).
Les autres méthodes de productions qui peuvent être utilisées pour produire des images lenticulaires sont l’impression jet d’encre ou la photographie. Avec les meilleures tables à plat (flat bed), on imprime maintenant très facilement les images codées à 600 pdi, directement au dos des réseaux lenticulaires. Cette technique est adaptée aux grands formats pouvant atteindre plusieurs mètres carrés, car la résolution du réseau lenticulaire doit être de 10 lpi à 40 lpi maximum, ce qui donne un résultat trop pauvre pour être vu de très près. En dehors de ce cas des tables d'impression à plat, l'image finale est appliquée au dos de la feuille lenticulaire par contre collage ou sous-vide.

### Impression lenticulaire
La méthode la plus courante, (plus de 90 % des images lenticulaires dans le monde) est l'impression lithographique offset. Des films ou plaques CTP de très haute résolution. Les plaques devront permettre une registration parfaite des quatre couleurs sous presse. La presse offset aura de préférence 6 couleurs pour pouvoir appliquer le blanc couvrant en une seule passe. La condition mécanique des presses pour imprimer du lenticulaire est primordiale. La registration des couleurs doit être maintenue de l’ordre du 1/500 de mm pour certains travaux, et l’alignement de l’image avec les lentilles doit être maintenu avec la tolérance la plus critique pour arriver au meilleur résultat possible.
Habituellement un blanc plus opaque est nécessaire une fois les encres sèches; il y a plusieurs méthodes pour ceci : Encres UV, Sérigraphie, laminage avec un film polypropylène ou papier. Lorsque l’on imprime le blanc en lithographie il est recommandé d’appliquer plusieurs bancs pour obtenir une meilleure opacité. L’usage de sécheurs UV augmentera l’opacité, la couverture et la résistance aux griffures. Il est aussi possible d’imprimer un autre visuel au dos de l’image lenticulaires, par-dessus le blanc couvrant, dans ce cas l’opacité est primordiale pour ne pas avoir de fantômes d’un côté comme de l’autre.
Une nouvelle méthode arrive, qui consiste à fabriquer des lentilles par impression de plusieurs couches de vernis. Elle est réservée au départ aux seuls effets de moiré (3D) parce qu'on[style à revoir] ne savait pas imprimer des lentilles jointives. Très récemment, plusieurs imprimeurs ont réalisé des réseaux lenticulaires de bonne qualité, aussi bien en jet d'encre que par impression flexographique. Les avantages de cette nouvelle technologie sont nombreux, en particulier la possibilité de ne mettre des lentilles que sur une partie d'un document, ou de marier différents effets par des lentilles de nature différente. Une autre conséquence est l'abaissement considérable du prix de revient qui permet l'arrivée des animations 3D dans le domaine de la presse et de l'emballage.

### Impression grands formats
Les impressions grands formats concernent des images à partir d'1 m2 environ. Le plastique lenticulaire utilisé est souvent plus épais que celui utilisé pour les petits formats comme les cartes postales. Les plaques ont une dimension maximum de 1,2 × 2,4 m et une épaisseur variant de 0,6 à 4 mm environ. On utilise[style à revoir] maintenant[Quand ?] l'offset pour les campagnes de plusieurs centaines  d'affiches, mais le grand format reste le domaine réservé du jet d'encre pour de plus faibles quantités. Les images obtenues ont un impact très important, le relief obtenu est environ 5 fois plus important que celui obtenu avec les meilleures feuilles lenticulaires pour l'impression off-set.
Il existe deux procédés d'impression, le premier consiste à utiliser des flatbeds. La plaque de lenticulaire est imprimée directement sur ce type d'imprimante à plat. La seconde méthode consiste à utiliser une imprimante jet d'encre haute définition. L'impression obtenue est contrecollée manuellement avec un laminateur sous la plaque de lenticulaire avec une précision du dixième de mm sur toute la surface. Les meilleurs résultats sont obtenus avec les impressions haute définition sur jet d'encre. En effet les meilleurs flatbeds ont des tailles de goutte d'encre de l'ordre de la dizaine de picolitre alors que les meilleurs jet d'encre ont une taille de goutte de l'ordre du picolitre. Le plastique lenticulaire faisant office de loupe 10 fois, les points des impressions en Haute Définition sont invisibles, ce qui n'est pas le cas des impressions directes en flatbed. Les plaques de lenticulaires peuvent se raccorder pour constituer des images beaucoup plus grandes mais ce n'est pas facile à réussir. Les contraintes de fabrication sont alors extrêmes pour conserver une registration de l'ordre du dixième de mm sur toutes les plaques à raccorder. Un 4 * 3 m est même réalisable à la condition que l'on empêche les spectateurs de s'approcher, ce qui ne serait pas compatible avec les caractéristiques optiques d'un réseau lenticulaire. Les impressions lenticulaires grands formats ont une place de choix chaque fois que la situation exige un impact important.

### Lenticulaire et vidéo 3D

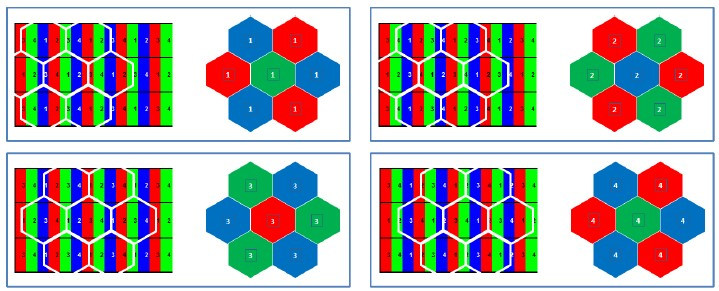
Voici un exemple de la permutation circulaire des couleurs rouge verte et bleue, avec des lentilles sphériques, pour un écran permettant la vision de 4 images différentes, ce qui procure 3 couples stéréoscopiques corrects, et un couple stéréoscopique inversé, qui donne un relief inverse. Le spectateur se place instinctivement aux bons emplacements.

Les réseaux lenticulaires sont aussi utilisés pour la télévision en relief. On utilise[style à revoir] des réseaux lenticulaires à lentilles cylindriques inclinées par rapport à la verticale, ou des réseaux à lentilles sphériques disposées en nids d'abeilles. La règle est d'adresser non pas des triplets RVB complets, mais des composants rouge, vert ou bleu en organisant une permutation circulaire, de façon que des lentilles voisines aient des couleurs (rouge verte ou bleue) différentes.

## Principaux défauts
- Défauts à la conception :
  - Le doublage des images sur le relief et la profondeur.
  - La rémanence des images (images dites fantômes).
- Défauts au prépresse :
  - La synchronisation de l'impression (master) au pitch.
  - Les harmoniques discordantes.
- Défauts à l'impression :
  - La synchronisation des couleurs.
  - La synchronisation du parallélisme de l'impression aux lenticules.
  - Le phasage.